# (134) Sofrosina
(134) Sofrosina es un asteroide que forma parte del cinturón de asteroides y fue descubierto por Karl Theodor Robert Luther el 27 de septiembre de 1873 desde el observatorio de Düsseldorf-Bilk, Alemania.
Está nombrado por Sofrosina, una diosa de la mitología griega.

## Características orbitales
Sofrosina está situado a una distancia media de 2,563 ua del Sol, pudiendo alejarse hasta 2,863 ua. Su excentricidad es 0,1171 y la inclinación orbital 11,6°. Emplea en completar una órbita alrededor del Sol 1499 días.